# Sabanalarga (Antioquia)
Sabanalarga è un comune della Colombia facente parte del dipartimento di Antioquia.
Il centro abitato venne fondato da Francisco de Herrera Campuzano e María del Pardo nel 1614, mentre l'istituzione del comune è del 1740.